# 수상한 흥신소1
| 연극정보 | 연극정보  | 연극정보 |
| -------- | --------- | --- |
| 장르     | 연극      | 연극 |
| 성향     | 코미디    | 코미디 |
| 공연정보 | 출연자    | 오상우역: 이한섭, 차형은, 유재욱 정윤역: 이승은, 진세인, 박혜리 김동연역: 박민우, 이상욱, 김준석 멀티걸: 민선경, 강여림, 진슬 멀티맨: 전세기, 박상민, 손재익 |
| 공연정보 | 연출      | 임길호 |
| 공연정보 | 관람등급  | 만 13세 이상 (신분증/학생증 지참) |
| 공연정보 | 공연시간  | 약 100분 |
| 공연정보 | 공연 기간 | 2010 ~ 오픈런 |
| 기타     | 티켓가격  | 일반석 35000원 |
| 기타     | 주최/기획 | 주식회사 이엠에프 |

《수상한 흥신소1》는 대한민국의 대학로 연극이다. 수상한 흥신소 시리즈는 2010년 초연 이후 입소문 만으로도 꾸준히 사랑 받아 전국 200만명 이상의 관객을 동원한 최고의 스테디셀러 연극이다.

## 시놉시스
귀신을 보는 능력을 가진 자타공인 날백수이자 고시생인 오상우는 엘리트 경영학도 출신 김동연과, 만화작가가 꿈이었던 오덕희와의 우연한 만남을 계기로 기발한 비즈니스를 시작하게 된다. 그것은 바로, 갑자기 죽은 영혼들이 이승에서 미쳐 해결하지 못한 일들을 상우가 대신해서 해결해주는 것이다. 이에 상우는 정체불명의 흥신소를 차려 본격적인 영업에 나서게 된다.

## 등장인물 소개
- 오상우 역 : 귀신을 보는 능력을 가진 백수이자 고시생. 죽은 영혼들이 해결하지 못한 일을 처리하는 흥신소를 운영하게 된다.

- 정윤 역 : 사랑하는 사람을 먼저 떠나보낸 헌 책방 여주인
- 김동연 역 : 불의의 사고로 세상을 떠난 영혼. 죽어서도 정윤의 곁을 떠나지 못하는 안타까운 사연의 남자
- 멀티걸 역 : 오덕희 등 다양한 역할을 한다.
- 멀티맨 역 : 경비아저씨 등 다양한 역할을 한다.

## 작품 소개
검증된 웰메이드 창작극으로 신선한 구성과 탄탄한 스토리
2010년 여름에 초연된 연극 <수상한 흥신소>는 임길호 대표가 직접 글을 쓰고, 연출한 극단 익스트림플레이의 처녀작으로서 초연 창작극임에도 불구하고 입소문을 통한 많은 사랑과 관심을 받았던 작품이다.
다른 연극에서 볼 수 없는 색다른 연출과 영혼을 볼 수 있다는 신선한 주제를 자연스럽고 몰입감 있게 연출하였다.

깨알 같은 웃음과 폭풍처럼 밀려오는 감동
죽음을 맞이한 귀신들이 이승에서 정리하지 못한 일들을 주인공 ‘상우’를 통해 해결한다는 내용으로 전개되는 연극 <수상한 흥신소>는 2010년 첫 공연 당시 많은 관객들에게 감동과 웃음을 선사하였다. 인기 미드 <고스트 위스퍼러>와 영화 <사랑과 영혼>, 국내 개봉작 <헬로우 고스트>와 소재가 비슷하여 주목을 받았고, 관객 입장에서는 인기 미드와 영화, 그리고 연극 <수상한 흥신소>를 비교해서 보는 재미가 쏠쏠하다. 배꼽잡는 코미디와 톡톡튀는 18개의 개성 만점 캐릭터, 그리고 누구나 공감할 수 있는 폭풍 감동이 잘 짜여진 극으로 탄생한 <수상한 흥신소>는 관객들에게 전해주는 메시지가 분명하게 전달된다. 만약, 당신이 기약 없이 죽는다면 어떻게 할 거냐고.

㈜이엠에프의 연극 ‘수상한 흥신소’가 2월 26일 ‘2019 고객감동서비스지수 1위’ 고객만족브랜드(연극) 부문 1위를 수상했다. ㈜이엠에프 유봉선 대표는 “이번 수상을 계기로 앞으로도 많은 관객들이 더 만족할 수 있는 공연을 만들기 위해 나아가겠다”며 “공연을 만드는 배우, 스텝뿐만 아니라 모든 관객들이 행복한 마음으로 극장을 나갈 수 있도록 노력하겠다”고 전했다.

연극을 본격적으로 시작하기 전, 배우가 나와 관객들과 소통을 한다. 유머와 입담으로 관객과 친밀감을 형성하고 연극이 시작된다. 이러한 진행 방법은 많은 대학로 연극들이 사용하는 방법이다. 그리고 연극을 하는 중에도 관객에게 질문을 던지고 관객의 반응에 따라 연기를 하는 것은 연기자와 배우, 그리고 관객이 개인적으로 만드는 무대가 아닌  공존하는 무대임을 증명하기도 한다.

## 연출가 소개
임길호 연출가는 2009년에 설립된 대한민국의 공연기획사, 극단인 익스트림플레이의 대표이다. 극작과 연출을 동시에 맡고 있다.
| “ | 무조건 웃기고 자극적이여야 한다는 상업적인 연극의 틀을 벗어나 관객들에게 웃음과 감동을 동시에 전할 수 있는 작품을 만들고 싶었다. 그 바램이 작품에 잘 녹아들어 관객들에게 꾸준히 많은 사랑을 받고 있다고 생각된다. 앞으로도 관객들과 끊임없이 소통하고, 공연을 보시는 많은 분들이 관람하는 동안 가장 행복한 시간을 만들어 드리는 것이 최종 목표다 | ” |

 라고 말했다.

### 학력
상명대학교 연극학과를 졸업하고 같은 대학 문화예술대학원에서 석사를 수료했다.

### 과정
원래는 영화감독이 꿈이었다고 한다. 그는 처음 대학교에 들어가면서 1학년 신입생 환영 공연이었던 연극 ‘불 좀 꺼주세요’를 감명 깊게 보고 연극인의 길로 들어섰다. 2009년 7월에 서울시 ‘청년창업진흥센터’의 지원을 받아 익스트림플레이를 만들었다. 익스트림플레이는 ‘극단적 유희’라는 뜻을 담아 ‘즐겁게 공연하자’는 의미를 담은 창작집단이다. 2010년 6월에 연극 수상한 흥신소로 창단공연을 올렸다. 연극 웨딩 브레이커는 2011년 4월에 작전! 임이랑 지우기라는 이름으로 초연했다. '작전! 임이랑 지우기'는 나중에 수상한 흥신소 3탄의 부제목이 된다.

### 수상한 흥신소 이외의 작품

#### 수상한 흥신소 3탄 (작전! 임이랑 지우기)
줄거리는 17년 전 과거로 시간여행을 떠난 임이랑은 자신의 탄생을 막기 위해 과거로 오게 된다. 과거로 가서 엄마와 아빠의 연애를 훼방하게 된는 이야기이다. 장르는 시공간을 뛰어넘는 타인슬립 판타지 로맨스로 세 남녀의 이야기를 남고 있다. 등장인물은 작가지망생으로 나오는 임향한 역, 커리어우먼으로 나오는 김인영 역, 타인머신으로 타고 미래에서 온 수상한 웨딩 브레이커 임이랑역과 멀티맨 그리고 멀티걸이 있다.
2013년 당시 작품의 제목이 ‘작전! 임이랑 지우기’에서 ‘웨딩 브레이커’로 달라진 이유는 시대가 변해 유행어 정도에 따라 제목을 바꿨다라고 밝혔다. 초연 당시 ‘작전! 임이랑 지우기’라는 제목을 ‘웨딩 브레이커’로 바꾼 건 더 많은 관객들과 만나고 싶어서라며 ‘작전! 임이랑 지우기’가 난해하다는 의견이 있었고 공연을 보고 나서야 제목을 이해하는 관객들이 많은 것을 알게 되었다고 한다. 그래서 관객들에게 조금이라도 편하게 다가가고자 제목을 바꾸는 대신 원제는 부제로 선택하게 되었다고 한다.
| “ | ‘임향한’은 과거 내 모습이다. 극중 연인 ‘김인영’과의 이야기는 내가 2005년에 만나던 친구와의 경험담이다. 일과 사랑 사이에서 고민하다가 1년 남짓한 만남을 정리하고 2007년에 대학로로 출사표를 던졌다. 극본을 쓰는 과정에서 ‘만약 사랑을 선택했으면 어땠을까’라고 상상하며 둘의 관계를 그려 봤다.‘임향한’은 연인과 함께하는 시간에도 온통 자신만의 세상에 빠져 있다. 소설 집필에만 몰두해 있는 ‘임향한’의 대사, 그로 인해 연인과 갈등하고 화해하는 지점들을 과거 내 이야기에서 끌고 왔다. ‘임향한’의 딸 ‘임이랑’도 나를 닮았다. 연극을 하면서 아버지와 반목했던 시절이 있었다. 그 때 내 모습을 투영해 ‘임이랑’ 캐릭터를 만들었다. | ” |

#### S 다이어리
장르는 로맨스코미디이다. 스물 아홉 나이 앞자리 숫자의 변화를 앞둔 나진희가 가슴시린 첫사랑의 아픔 규현, 그 아픔을 보듬으며 다가온 두번째 사랑 정석, 세번째 연하남 아인과 연애과 연애를 한다. 오랜 시간이 흐른 후 진희가 복수를 하는 이야기를 다룬다.이 연극은 2004년에 개봉한 영화 S 다이어리를 기반으로 한 작품으로 2013년 초연 이후 누적 관객 전국 80만 돌파했다. 만 16세 이상 관람이 가능하며 등장인물로 유명 매거진 기자 나진희 역, 진희의 오랜 친구 박동순 역, 진희의 첫사랑 윤리교사 송규현 역, 백수인 연하남 김아인 역, 진희의 대학선배 회사원 윤정석 역, 원예사 역이 있다. 남자 배우 두 명과 여자 배우 두 명인데 주인공 여자를 빼면 나머지 세 명은 거의 멀티다. 국내 최대 엔터 IHQ와 연극 '수상한 흥신소'의 사단인 공연제작사 익스트림플레이 제작진의 콜라보로 탄탄한 이야기 구성과 보장된 재미로 보는 연극이라는 평을 받고 있다. 연극 S 다이어리는 철부지 시절 만났던 첫사랑부터 알 거 다 아는 어른이 되어 만났던 사람까지 극 중 나진희 캐릭터의 연애사를 총정리 한 내용이기 때문에 마치 자신들의 연애사를 보는 듯한 리얼 스토리로 풋풋한 사랑으 시작과 아픈 이별까지 많은 이들의 공감을 이끌어내고 있다. 관람 연령은 만 16세 이상이다.

## 수상한 흥신소2

### 소개
연극 수상한 흥신소 2탄은 수상한 흥신소1탄의 흥행에 힘입어 2014년에 제작된 후속 연극이다.

### 시놉시스
연극 수상한 흥신소 1탄에 나왔던 영혼을 볼 수 있는 능력을 가진 오상우는 계속해서 영혼들의 이루지 못한 소원을 들어주는 서비스센터를 운영하고 있다. 그러는 한편으로는 짝사랑하던 정윤이 떠난 헌 책방에 남아 그녀를 그리워한다. 예민한 고시생인 민폐 이웃 지연과 투닥거리면서 지내던 어느날, 아무것도 기억이 나지 않는 아줌마 귀신이 기억을 찾아달라고 찾아온다. 그리고 상우에게 의문의 남자 귀신이 찾아와서 민폐녀 지연의 살날이 얼마 남지 않았다며 살아있는 사람을 위해서 일해보는 것을 제안한다. 서비스센터 앞 오상우를 괴롭히는 쓰레기 무단 투기의 범인을 찾기 위해 뒤진 쓰레기 봉투에서 지연의 버킷리스트를 발견하게 되는데.....

## 수상한 흥신소 1탄과 수상한 흥신소 2탄의 비교
‘수상한 흥신소 1탄’과 2탄의 뚜렷이 구분되는 특징이 있다면, 2탄에서는 ‘죽은 자’ 가 아닌 ‘산 자’가 중심이 된다는 부분이다. 살아있지만 죽음을 생각하고 있는 '지연'을 통해 관객들은 삶과 죽음의 경계에 서 있는 듯한 기분이 든다.
‘수상한 흥신소 2탄’에서 이야기하는 ‘지연’의 버킷리스트는 매우 소소한 일상이다.
우리가 일상에서 쉽게 할 수 있는 것들을 그녀는 죽기 전 꼭 해보고 싶은 일들이라 말한다. 지연의 버킷리스트를 통해 관객들은 우리에게 당연히 있어왔고 또 당연히 있을 내일과 일상, 그리고 부모님과 같은 당연한 존재들이 누군가에게는 간절한 것임을 일깨운다.
반면 '수상한 흥신소 2탄'과 달리 '수상한 흥신소 1탄'은 죽은 자에 대한 이야기를 중점으로 두고 있다. 여러 귀신들을 만나며 다양한 에피소드를 겪게 되고 그 속의 의미도 알 수 있게 된다.
공통점도 존재하는데 그것은 바로 가족에 대한 사랑과 웃음이 있다는 것이다. 이는 두 연극의 공통된 요소이다.

## 수상한흥신소전용관
주소: 서울특별시 종로구 대학로8가길 79
지번: 서울특별시 종로구 동숭동 1-74
분류: 문화,예술 > 공연,연극시설

'EMF'가 대학로에 '수상한 흥신소 전용관(종로구 대학로8가길 79)'을 오픈한다고 밝혔다.
대학로 중심인 혜화역 1, 2번 출구 사이에 위치한 전용관은 280석 규모의 극장으로, 대학로 대표 문화공간으로 자리매김했다.
김갑균 극장감독은 "쾌적하고 규모 있는 전용관 극장에서 관객들이 보다 편안한 분위기에서 공연을 관람하고, 즐길 수 있기를 바란다"고 밝혔다. 관객들 또한 각종 예매처를 통해 새로운 전용관에 대한 만족감을 드러내고 있다
현재 연극 수상한 흥신소 1탄은 2018년부터 수상한흥신소전용관에서 오픈런 중이다. 연극 수상한 흥신소 시리즈는 현재까지도 많은 사랑을 받고 있다.

## 대학로
| 행정구역   | - 서울특별시 종로구 대학로를 중심으로 동숭동, 혜화동, 명륜2가, 명륜4가, 이화동, 연건동 일대 |
| 외국어표기 | - 大學路(한자) |
| 유래       | - 명륜동 : 1936년 동명 개정 시 유학의 유일한 기관인 명륜학원이 있던 동이라 해서 명명 동숭동 : 1914년 성균관이 있는 숭교방의 동쪽에 있다 해서 명명 혜화동 : 1914년 동명 제정 시 성북구 삼선동과의 경계지점이 되는 고개에 있는 혜화문에서 유래 이화동 : 이화동 2번지의 이화정에서 유래 연건동 : 연화방과 건덕방의 이름에서 유래 |
| 형성시기   | - 조선 태조5년(1396) 한성부의 동부 숭교방에 속한 지역 1985년 서울시에서 대학로라는 명칭 공식 사용 2004년 5월8일 서울시에서 대학로 일대를 문화지구로 지정 |
| 면적       | - 446,569m2 |
| 인구       | - 15,571명(2018년 10월 31일 기준) 혜화동 3,519 명륜2가 3,050 명륜4가 874 이화동 2,209 연건동 1,804 동숭동 4,115 |
| 주요명소   | - 문묘, 성균관, 장면가옥, 혜화문, 마로니에공원, 아르코 미술관, 학림다방, 소극장 |
| 특징       | - 성균관과 서울대가 들어선 곳-최초의 대학가, 연극의 중심지 |

### 대학로 변천 과정
| 연도   | 내용                                        |
| ------ | ------------------------------------------- |
| 1981년 | 아르코 예술극장 동숭동 개관                 |
| 1984년 | 샘터 파랑새 극장 개관                       |
| 1987년 | 동숭 아트센터, 연우 소극장 개관             |
| 1983년 | 혜화동 1번지 개관                           |
| 1996년 | 연우무대 창작극 '날 보러와요' 초연          |
| 1998년 | 한양레퍼토리 최초의 기획 연극 '라이어' 초연 |

## 대학로연극의 역사
미국 연극과 뮤지컬의 대명사격인 브로드웨이가 대형 무대와 빌딩으로 가득 찼다면 대학로는 다르다. 마롱 열매가 떨어지는 마로니에 나무와 큼직한 붉은 벽돌의 건물, 그리고 아기자기한 작은 소극장, 야트막한 오르막길을 걸으면 이화마을과 낙산같이 구시가지의 원형을 간직한 모습도 보인다. 조용한 주택가 바로 옆 건물 지하에 빼곡히 공연장들이 살아 숨 쉬고 있다.
오직 연극을 위한 동네. 150여 개의 극장이 모여 매일 어디서든 어떤 공연이든 볼 수 있는 곳. 2016년 기준 152개의 공연장 수를 보유. 그중 300석 미만의 소극장은 138개. 대학로는 세계에서 유례없이 소극장들이 밀집해 있는 곳이다.
대학로는 서울대학교 동숭동 캠퍼스가 있을 무렵 조성됐다지만 연극이 입혀져 제대로 지금의 대학로가 된 건 80년대부터다.
1975년 서울대학교가 관악으로 캠퍼스를 이전하고 빈 땅이 생겼다. 지금의 마로니에 공원에서부터 가톨릭대학교 사이 부지다. 여기에 1981년 아르코 예술극장이 개관했고 샘터 파랑새 극장(1984년), 동숭아트센터(1987년), 연우소극장(1987년)이 잇따라 문을 열었다. 지금으로서는 내로라하는 극단과 극장이지만 당시엔 비싼 임대료를 감당하지 못해 당시 공연의 본고장이었던 신촌에서 대학로로 이전한 극단도 있었다.
새 둥지에서 본격적으로 대학로 공연 시대가 막을 연 건 90년대 중반부터였다. 연우무대의 '날 보러 와요', '이(爾)', '오! 당신이 잠든 사이'등이 연달아 작품성과 흥행성을 인정받았다. 연극 연출가들의 동인모임인 혜화동 1번지도 93년 결성돼 작품성 있는 많은 창작극들을 발표했다. 극단 연우가 만든 작품은 '왕의 남자'와 '살인의 추억' 등 영화로 제작되기도 했고 송강호, 김윤석, 송새벽 등 걸출한 배우를 끊임없이 배출하기도 했다.
2000년대 중반부터는 기획사 중심의 오픈런 공연도 동숭동에 본격적으로 자리잡기 시작했다. 기존에 극단이 연출가 중심으로 창작극을 만들어 1~2달 공연을 하고 말았다면 오픈런 공연은 기한 없이 기획자 중심의 극을 만들었다. 한양레퍼토리가 만든 '라이어'가 오픈런의 효시였다.
현재 대학로는 동숭동 일대는 '수상한 흥신소', '옥탑방 고양이', '안나라수마나라'등 오픈런 공연이 주를 이루고 있다. 상대적으로 임대료가 싼 이화동, 혜화동 일대엔 조금 더 작가주의적인 연극이 오르고 있다. 대표적인 예가 혜화동 언덕에 있는 혜화동 1번지다.